# Tausch Altbayerns gegen die Österreichischen Niederlande
Der Tausch Altbayerns gegen die Österreichischen Niederlande war ein politisches Projekt des römisch-deutschen Kaisers Joseph II. und des pfälzisch-bayerischen Kurfürsten Karl Theodor. Das Vorhaben der beiden Herrscher konkretisierte sich im Januar 1785, als sich Karl Theodor von Joseph II. mit dem Ländertausch von Altbayern gegen die Österreichischen Niederlande unter geschichtlichem Rückgriff auf das Königreich Burgund auch die Aussicht auf die kaiserliche Rangerhöhung zum König bestätigen ließ. Das Projekt scheiterte im historischen Kontext des preußisch-österreichischen Gegensatzes vor allem am Widerstand des preußischen Königs Friedrich II., der als Allianz gegen das österreichisch-pfalzbayerische Vorhaben den Fürstenbund von 1785 geschmiedet hatte. Dieser gegnerischen Allianz war auch Herzog Karl II. August von Pfalz-Zweibrücken beigetreten, der nach dem Hausvertrag des Geschlechts Wittelsbach als Thronanwärter galt, falls Karl Theodor ohne legitimen leiblichen Sohn sterben würde.

## Geschichte

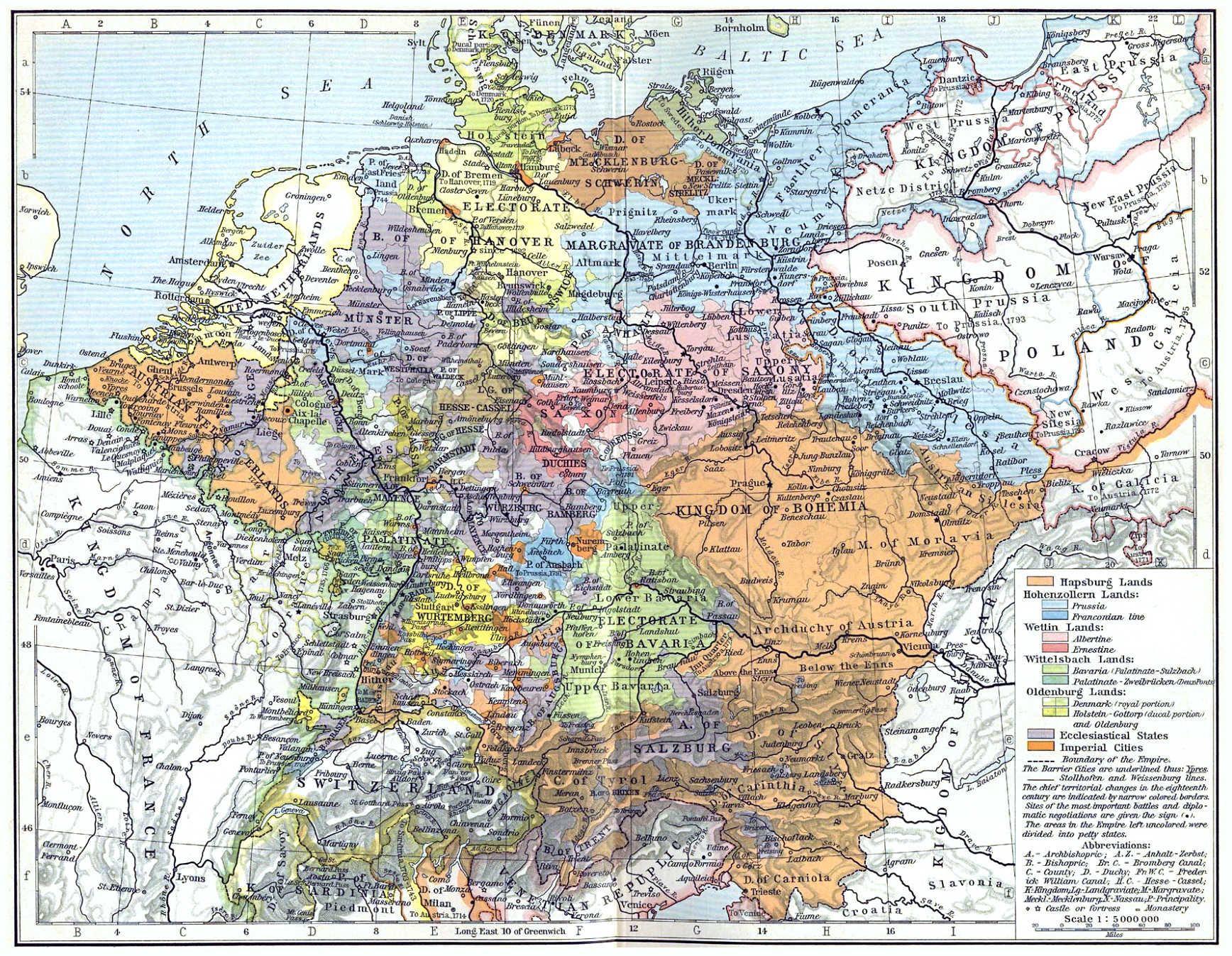
Territoriale Verhältnisse im Heiligen Römischen Reich um 1786

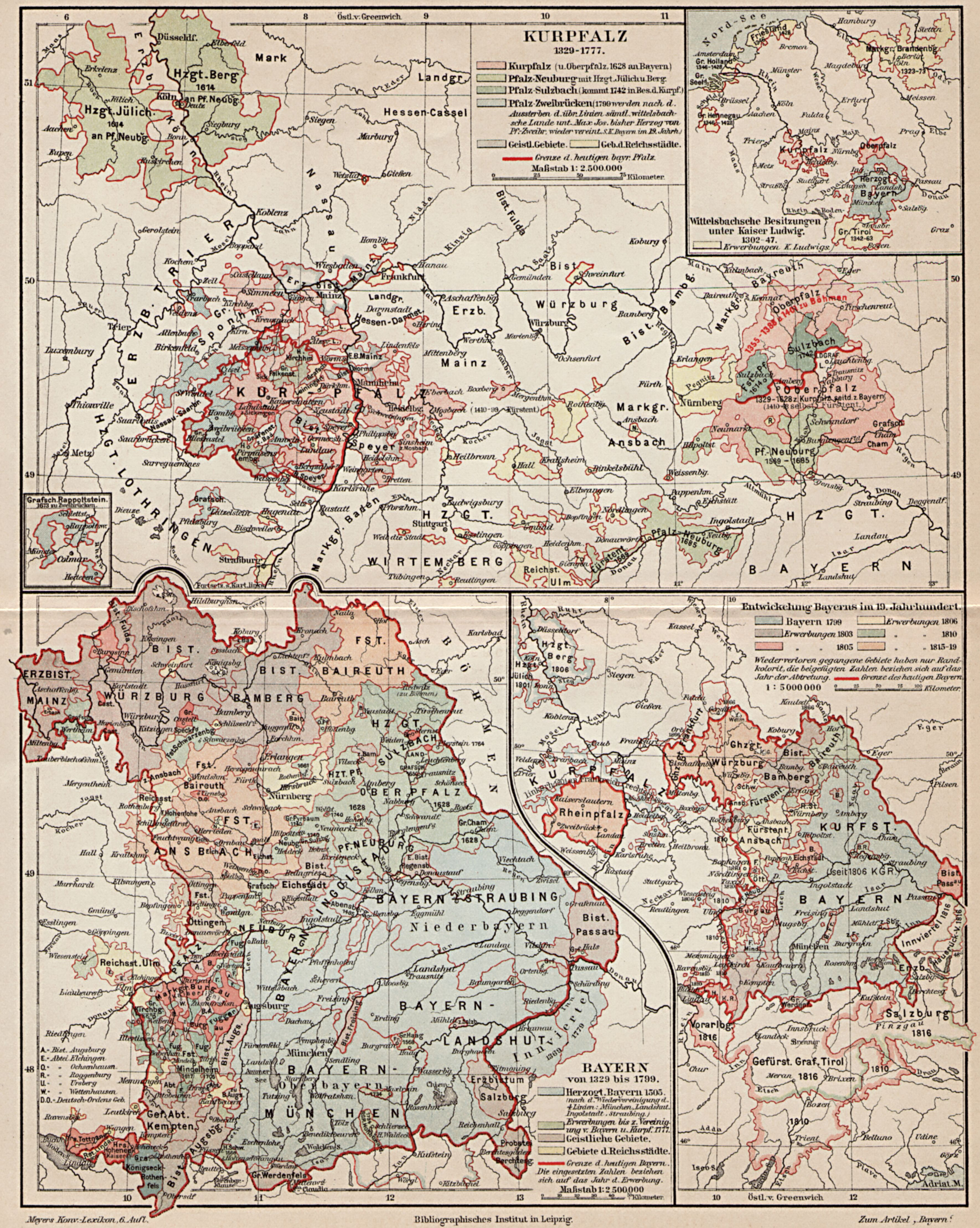
Geschichtskarte der Wittelsbacher Besitzungen vom Spätmittelalter bis ins 19. Jahrhundert

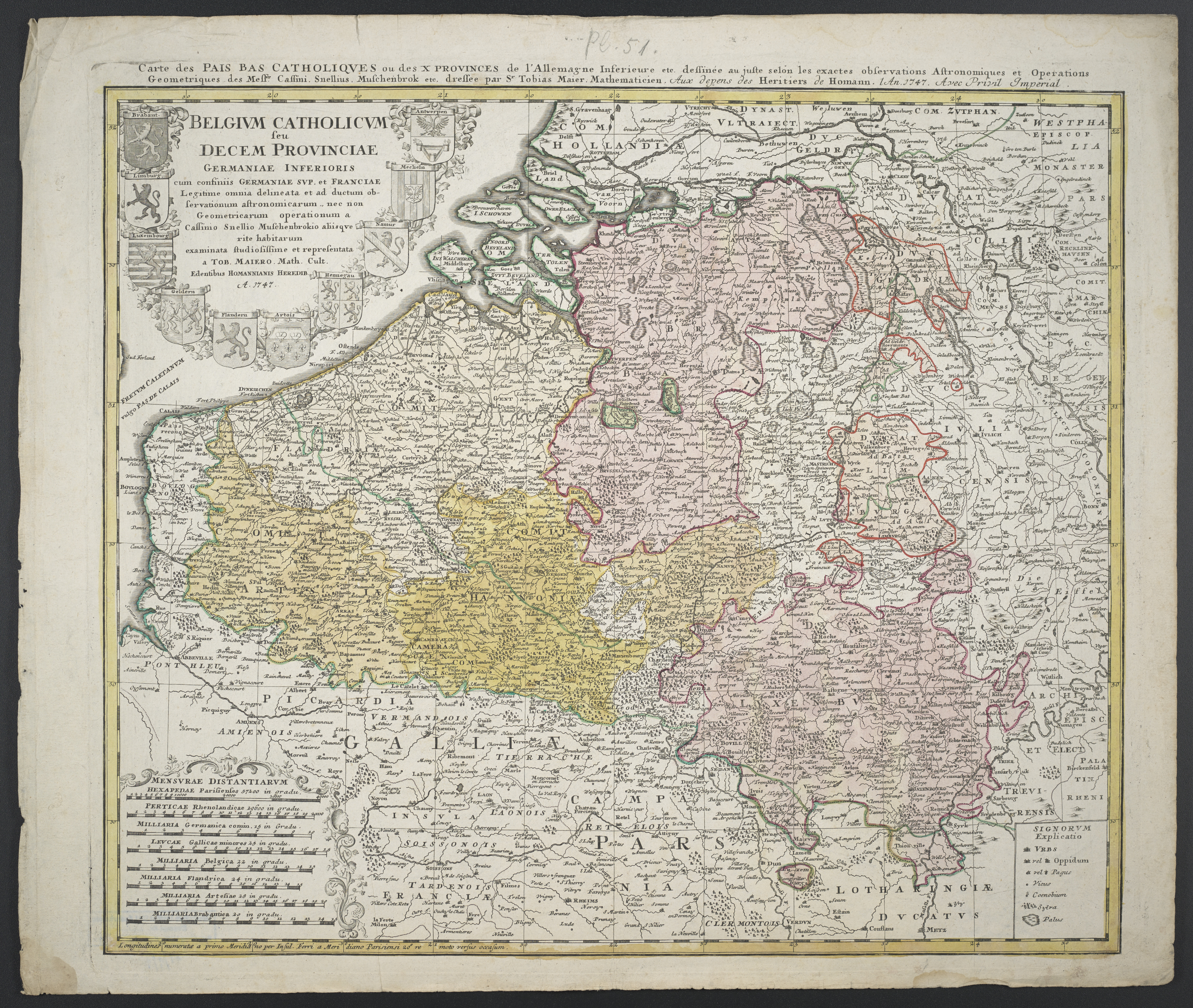
Tobias Mayer: Belgium Catholicum – Karte der Österreichischen Niederlande, 1747

Nachdem der bayerische Kurfürst Maximilian III. Joseph 1777 ohne leibliche Nachkommen gestorben war, löste die in Verhandlungen zwischen Preußen und Österreich konfliktbehaftete Sukzessionsfrage den Bayerischen Erbfolgekrieg aus. Während dieser militärischen Auseinandersetzung verhandelte der pfalzbayerische Kurfürst Karl Theodor mit Kaiser Joseph II., der die pfalzbayerische Sukzession gemäß Wittelsbacher Hausunion und Wittelsbacher Hausverträge von 1766, 1771 und 1774 nicht anerkannt hatte und Altbayern als erledigtes Reichslehen einziehen wollte, über eine diplomatische Lösung des Konflikts. Im Gespräch war, Ober- und Niederbayern, die Oberpfalz, Pfalz-Neuburg, Pfalz-Sulzbach und die Landgrafschaft Leuchtenberg gegen Vorderösterreich oder gegen die Österreichischen Niederlande (mit Ausnahme Luxemburgs) zu tauschen. Der sich unterdessen hinschleppende „Kartoffelkrieg“ zwischen Preußen und Österreich fand 1779 mit dem Frieden von Teschen sein Ende. Hierin einigten sich Preußen und Österreich zulasten Kurpfalz-Bayerns darauf, dass das Kurfürstentum Bayern das Innviertel an Österreich abtritt, während im Gegenzug Österreich die preußischen Ansprüche auf Brandenburg-Ansbach und Brandenburg-Bayreuth anerkennt. Kurpfalz-Bayern erhielt für die Abtretung des Innviertels die Anerkennung der pfälzischen Erbfolge.
1784 kam es unter Joseph II. und Karl Theodor zu einer Reihe von weiteren Verhandlungen über mögliche Varianten eines weiterhin offenen Interessenausgleichs zwischen Österreich und Kurpfalz-Bayern. Im Interesse Österreichs und Kurpfalz-Bayerns lag es, durch einen möglichen Gebietsaustausch die von ihnen beherrschten Territorien jeweils zu einer kompakteren Ländermasse zusammenzuführen. Im Januar 1785 konkretisierten sich die Verhandlungsergebnisse auf einen Tausch des Kurfürstentums Bayern gegen die Österreichischen Niederlande. Für Karl Theodor war damit nicht nur die Aussicht verbunden, durch Vereinigung der Kurpfalz, der Herzogtümer Jülich-Berg und der im heutigen Belgien gelegenen Habsburgischen Niederlande und mit Residenzen in Mannheim, Düsseldorf und Brüssel eine neue Großmacht im Westen des Heiligen Römischen Reichs zu werden. Auch ließ er sich von Joseph II. eine Rangerhöhung zum „König von Burgund“ versprechen. Darüber hinaus hätten sich durch den Tausch seine Staatseinnahmen beträchtlich erhöht. Unterstützt wurde er in diesem Projekt von seinem Staatsminister Franz Albert Leopold von Oberndorff.
Ehrgeizige Versuche, eine Königswürde in Bayern oder aus der spanischen Erbmasse durch einen Seitenwechsel zu Ludwig XIV. von Frankreich oder durch Tauschangebote in den Verhandlungen zum Frieden von Utrecht zu erreichen, hatte es schon zu Beginn des 18. Jahrhunderts unter Kurfürst Maximilian II. Emanuel von Bayern im Zuge des Spanischen Erbfolgekriegs gegeben. Die Wittelsbacher besaßen zudem  seit 1583 Kurköln. Johann Theodor von Bayern (1719–1763) war Fürstbischof von Regensburg, Freising und dem belgischen Lüttich. Er bewarb sich erfolglos für Kurtrier und Kurköln und nach ihm stand kein Wittelsbacher mehr an der Spitze eines geistlichen Territoriums im Reich.
Gegen spätere österreichisch-pfalzbayerische Tauschvorhaben, deren Geheimhaltung Karl Theodor nicht gelang, hatten sich seit 1778 bayerische Patrioten um Herzogin Maria Anna von Pfalz-Sulzbach geschart, die Witwe des 1777 verstorbenen bayerischen Kurfürsten. Bald rief nun auch der präsumtive Thronerbe Pfalz-Bayerns, Karl II. August von Pfalz-Zweibrücken, den Preußenkönig Friedrich II. zur Hilfe. Diesem gelang es am 23. Juli 1785 den Fürstenbund als eine Allianz gegen Österreich zu organisieren. Daraufhin trat Österreich zunächst von seinem Vorhaben zurück.
Als 1794 Karl Theodors Ehefrau Elisabeth Auguste von Pfalz-Sulzbach gestorben war, machte sich der greise Witwer daran, in einem Eheprojekt mit der jungen Habsburgerin Maria Leopoldine von Österreich-Este, das alte Tauschprojekt wieder zu beleben. Allerdings hintertrieb Maria Leopoldine, die am 15. Februar 1795 mit Karl Theodor vermählt wurde, das Projekt ihres Gatten und ihrer habsburgischen Familie, indem sie mit dem auf Karl II. August folgenden Thronerben Maximilian Joseph von Pfalz-Zweibrücken vertraulichen Umgang pflegte und dessen Aussichten auf das Kurfürstentum Bayern unterstützte. Als ihr Gatte 1799 im Sterben lag, versperrte sie gar dem habsburgischen Gesandten Joseph Johann von Seilern den Weg ans Sterbebett, um zu verhindern, dass der Sterbende irgendwelche Abtretungsvereinbarungen oder vergleichbare Testamentsklauseln unterzeichnet. Zu diesem Zeitpunkt waren die südlichen Niederlande bereits vom revolutionären Frankreich besetzt.
Mit dem dynastischen Wechsel der Wittelsbacher-Herrschaft im Kurfürstentum Bayern auf die Linie Pfalz-Zweibrücken-Birkenfeld, die sich mit dem Regierungsantritt Maximilian Josephs im Februar 1799 vollzog, herrschte in München Erleichterung, da der Fortbestand des bayerischen Staates somit vorerst gesichert schien.